# Ectropis loxosira
Ectropis loxosira är en fjärilsart som beskrevs av Louis Beethoven Prout 1932. Ectropis loxosira ingår i släktet Ectropis och familjen mätare. Inga underarter finns listade i Catalogue of Life.